# Tiffany Poon
Tiffany Poon (chinesisch 潘活活, Pinyin Pān Huóhuó, Jyutping Pun1 Wut6wut6; * 29. Dezember 1996 in Hongkong) ist eine klassische Pianistin, die heute (Stand Januar 2024) in New York lebt.

## Leben
Poon erhielt im Alter von 4 Jahren ihren ersten Klavierunterricht. Als sie neun Jahre alt war, zog ihre Familie mit ihr nach New York. Von da an studierte sie dort acht Jahre lang an der Juilliard School unter Yoheved Kaplinsky in der sogenannten Pre-College Division. Zur gleichen Zeit besuchte sie in New York die High School, die sie 2014 erfolgreich abschloss. Nachfolgend studierte sie an der Columbia-Universität, New York City, während sie gleichzeitig ihre Studien an der Julliard School fortsetzte. Hier wurden nun Emanuel Ax und Joseph Kalichstein ihre Lehrer.
Im Mai 2018 erwarb Poon an der Columbia-Universität ihren Bachelor of Arts in Philosophie.
Poon gab ihr erstes öffentliches Konzert 2010 und konzertiert heute weltweit sowohl als Solopianistin als auch zusammen mit bedeutenden Orchestern.
Seit der durch die Covid-Pandemie erzwungenen Konzertpause der Jahre 2020 und 2021 engagiert sich Poon zunehmend und erfolgreich in sozialen Medien. Sie liefert dort auch didaktische Beiträge.
Abseits ihrer Konzerttätigkeit engagiert sich Poon intensiv in der musikalischen Bildung. Ihre Workshops, Meisterkurse und Online-Tutorials tragen dazu bei, junge Musiker zu inspirieren und zu fördern. Sie nutzt ihren YouTube-Kanal, um Aufnahmen ihrer Aufführungen und musikalische Analysen zu teilen. 
Im Jahre 2020 gründete Poon die gemeinnützige Stiftung Together with Classical. mit der Zielsetzung der finanziellen Förderung von begabten Nachwuchsmusikern.
Poon gewann zahlreiche Preise und Auszeichnungen bei internationalen Wettbewerben.

## Preise und Auszeichnungen
- 2012: Erster Preis der 8th Moscow International Frederic Chopin Competition for Young Pianists[6]
- 2013: Erster Preis der International Youth Piano Competition des Kaufman Music Center[7]
- 2014: National YoungArts Winner  (Vereinigte Staaten)[8]
- 2014: Erster Preis in der Juilliard Pre-College Concerto Competition
- 2014: Zweiter Preis in der 10th Chopin Golden Ring International Competition (Slowenien)
- 2016: Erster Preis in der Manhattan International Music Competition[9]
- 2016: Dritter Preis in der 17th International Robert Schumann Competition (Deutschland)
- 2016: Dritter Preis in der “Debut at the Berlin Philharmonic Hall” International Concerto Competition
- 2017: Zweiter Preis in der Walter W. Naumburg Foundation International Competition
- 2019: Zweiter Preis im KlavierOlymp des Kissinger Sommer Festivals
- 2019: Young Artist Award der Hessen Agency des Rheingau Music Festivals.[6][10]

## Diskographie
- Natural Beauty – J.S. Bach, Haydn, Chopin, Liszt, Debussy, Kawai Edition, 2014[10]
- The Dvorak Album – with Jan Vogler, Kevin Zhu, Chad Hoopes, Matthew Lipman and Juho Pohjonen, Sony Classical, 2022[11]
- Diaries | Schumann – Robert Schumann, Pentatone (record label), to be released February 2024[12]